# Вељки Лапаш
Вељки Лапаш (слч. Veľký Lapáš) насељено је мјесто са административним статусом сеоске општине (слч. obec) у округу Њитра, у Њитранском крају, Словачка Република.

## Становништво
| Година:    | 1994. | 2004.   | 2014.   | 2024.    |
| ---------- | ----- | ------- | ------- | -------- |
| Број људи: | 1106  | 1171    | 1212    | 2101     |
| Разлика:   |       | +5,87 % | +3,50 % | +73,34 % |

| Година:    | 2023. | 2024.   |
| ---------- | ----- | ------- |
| Број људи: | 2052  | 2101    |
| Разлика:   |       | +2,38 % |

Према подацима о броју становника из 2011. године насеље је имало 1.127 становника.